# 八旗选秀
八旗选秀，是清朝政府为清朝皇帝选择嬪妃的一种制度。由户部主持，理論上为三年一选，在八旗女子中挑选皇帝的妃嬪及其他皇族宗室的妻妾。因此，清朝皇帝的妃嫔主要来自八旗选秀。
雖然理論上外八旗所有旗人都能參加外八旗選秀，但隨著旗人的數量愈來愈多，旗人內的階級亦越來越複雜，外八旗秀女參選於乾隆年間開始有了些門檻。不過選秀另有一些禁例，如皇帝乳母之女、有殘疾的女子等不許參選；特定家族的人士也不參加選秀，例如覺爾察氏達海的女性後代。
清初的外八旗選秀是在臘月中下旬舉行，至雍正初年依然遵循此例，雍正十一年臘月原定要舉行外八族選秀，惟雍正帝下旨改明年開春舉行。自此，在春季舉行外八旗選秀成為慣例。第一次在春季舉行的外八期選秀中，世宗指定了泰州知州武柱國之女武氏為寧妃，崔奇哲之女被指婚為和親王側福晉，佐領訥爾布之女輝發那拉氏被指婚為寶親王側福晉。
若被指定為內廷主位，宮廷會下達類似「指定嬪貴人至家內應派護衞人員」的旨意。新封的嫔妃进宫前一天，内务府会先派人去其本家将嬪妃本人的私人物品抬送到宫中，有些物品則由内务府為嬪妃置辦於其寢宫中。在清朝後期，嬪妃的妝奩由宮中提供或賞予銀兩置辦尋常衣服，不允許由嬪妃的娘家置辦，為的是削弱嬪妃與娘家的聯繫。